# Ruelle Pevtcheski
Pour Saint-Pétersbourg, voir Pont Pevtcheski.
 (juin 2022).
Si vous disposez d'ouvrages ou d'articles de référence ou si vous connaissez des sites web de qualité traitant du thème abordé ici, merci de compléter l'article en donnant les références utiles à sa vérifiabilité et en les liant à la section « Notes et références ».
La ruelle Pevtcheski (russe : Певческий переулок) est une voie dans le centre de Moscou

## Situation et accès
Située dans le quartier de Khitrovka, elle relie la rue Solianka aux rues Podkolokolny et Petropavlovski, avec lesquelles elle débouche sur la place Khitrovka.
Transport
Autobus K, 158, trolleybus 45, 63 depuis la station de métro Kitaï-gorod.

## Origine du nom
Le nom de la rue, qui se traduit par rue des chantres, remonte au XVIIe siècle et renvoie aux chantres (russe : певчие) de l'évêché Kroutitsi qui résidaient à proximité (probablement à hauteur du 12 de la rue podkolokolny sur la place Khitrovka). 

## Historique
À la fin du XVIIIe siècle la rue qui était parfois appelée à l'époque rue Kroutitski pris le nom de « rue Svininski » (russe : Свиньинский переулок) en souvenir du Capitaine S. I. Svinine, qui y possédait un hôtel particulier,  quand les chanteurs de la chorale Kroutitski ne résidaient plus dans le quartier la rue. 
De la fin du XVIIIe siècle et jusqu'à 1929 la rue porta le nom de « rue Svininski » (russe : Свиньинский переулок) puis jusqu'en 1993 « rue Astakhovski » (russe : Астаховский переулок).
Au cours de la seconde moitié du XIXe siècle la création d'une bourse du travail pour saisonniers et ouvriers non qualifiés sur la place Khitrovka entraina un déclin social du quartier, attirant les criminels et vagabonds. Les maisons de la ruelle des Choristes accueillirent des dortoirs et maisons de rapport, dont la célèbre maison Koulakov décrite par Vladimir Guiliarovski dans son livre Moscou et les Moscovites.
En 1929, la « rue Svininski » fut renommée « rue Astakhovski » en souvenir de I. T. Astakhov, un jeune ouvrier tué par la police tsariste en 1917 lors de manifestations non loin de là.
Le 2 mars 2008 après la victoire aux élections présidentielles Vladimir Poutine et Dmitri Medvedev sont venus ruelle des Choristes dans le restaurant Expédition célébrer le résultat des urnes.

## Bâtiments remarquables et lieux de mémoire
Côté impair :
- no 1/2 bât. 2 — Ancien dortoir (maison de rapport) Koulakov (dit « le fer à repasser »).

Côté pair :
- no 6/11 — hôtel particulier des années 1830—1840.
- no 10 — hôtel particulier Bounine, siège de l'ambassade d'Australie.